# NGC 2513
NGC 2513 je galaksija u zviježđu Raku.

## Vanjske poveznice
- SEDS: NGC 2513